# 姉小路公文
姉小路 公文（あねがこうじ きんふみ/きみふみ、正徳3年1月26日（1713年2月20日） - 安永6年11月29日（1777年12月28日））は、江戸時代中期の公卿。姉小路実武の子。兄弟に石山基名・姉小路定子（開明門院）。子に姉小路実茂・公聴がいる。

## 経歴
享保2年（1717年）に叙爵、享保10年（1725年）に元服し、従五位上侍従に任ぜられる。その後、右権少将、右中将を経て、元文5年（1740年）に蔵人頭に任ぜられ、元文6年（1741年）2月に正四位上参議に任ぜられる。同月、妹の定子（大典侍）が桜町天皇の皇子を生んだことで、公文の立場も変化することになる。この年、桜町天皇の近習に加えられる。寛保2年（1742年）に従三位に叙される。
延享2年（1745年）、朝廷改革を進める桜町天皇は一つの方針を打ち出した。それは、定子が生んだ皇子の「実母」を正配である二条舎子（青綺門院）とすることで摂家との関係強化と共に外戚の弊害を抑制することとし、実際の生母である定子ではなくその実家である姉小路家（現実には当主である公文）を要職に起用することで見返りを与えることにしたのである。公文は皇子付きとなり、延享4年（1747年）、皇子が桃園天皇として即位すると議奏に任じられて、更に正三位に叙された。その後、寛延元年（1748年）に権中納言、宝暦元年（1751年）に権大納言に昇進し、宝暦2年（1752年）には従二位に叙せられ、宝暦6年（1756年）には権大納言を辞任して正二位に叙されている。その間に寛延3年（1750年）に桜町上皇が崩御され、宝暦4年（1754年）に二条家当主の二条宗基が死去したことで、院と摂家が連携して桃園天皇を支える構想が崩れ始め、表への関与が制約される二条舎子に代わって公文の発言力が強まることになる。
宝暦事件最中の宝暦8年（1758年）、桃園天皇の側近であった烏丸光胤らが内奏を行い、公文は無学でありながら天皇の信頼を盾に権力を振るい、摂家の大臣すら公文の機嫌を取り、廷臣達が公文に賄賂を送れば物事が進むと非難している。ただし、烏丸光胤ら桃園天皇の側近（竹内式部門弟）も自分達の主張を広めるために、天皇に意見できる姉小路の取り込みを図ろうともしている。しかし、天皇側近と摂家の対立が激しくなっていく中で、公文も同じく両者の融和を図っていた近衛内前と共に側近勢力の排除に加担することになった。
宝暦9年（1759年）に桃園天皇の命により、公文と姉小路家は姉小路公宣系の姉小路家の祭祀を引き継ぐことになる。公文の姉小路家は元々江戸時代初期に阿野家の分家として成立した新家で、南北朝時代に没落した公宣系の姉小路家は同じ閑院流に属しながらも別系統である。しかし、桜町天皇の朝廷改革の一環である官制改革（「官位御定」）では旧家と新家の区分を厳格化して、新家は先例が無い限りは要職に就けないものとしていた。しかし、前述の通り、桜町天皇は新家である姉小路家に対する厚遇を約束してしまっているため、一種の自己矛盾を起こしてしまっていた。このため、桃園天皇は公文の姉小路家は、没落した姉小路公宣の系統を再興したものであるので旧家であるという理屈を立てたのである。
宝暦10年（1760年）から安永3年（1773年）まで武家伝奏を務める。積気と健忘症を理由に武家伝奏を辞任して公の場から退くが、安永5年（1775年）には従一位に叙された。

## 系譜
- 父：姉小路実武
- 母：不詳
- 妻：不詳
  - 男子：姉小路実茂
  - 男子：姉小路公聴